# ضفدع بيرلاتا
ضفدع بيرلاتا (الاسم العلمي: Rana taylori) (بالإنجليزية: Peralta frog)‏ هو نوع من البرمائيات يتبع جنس الضفدع الحقيقي من فصيلة الضفادع الحقيقية.